# Lazarett (Kempten)

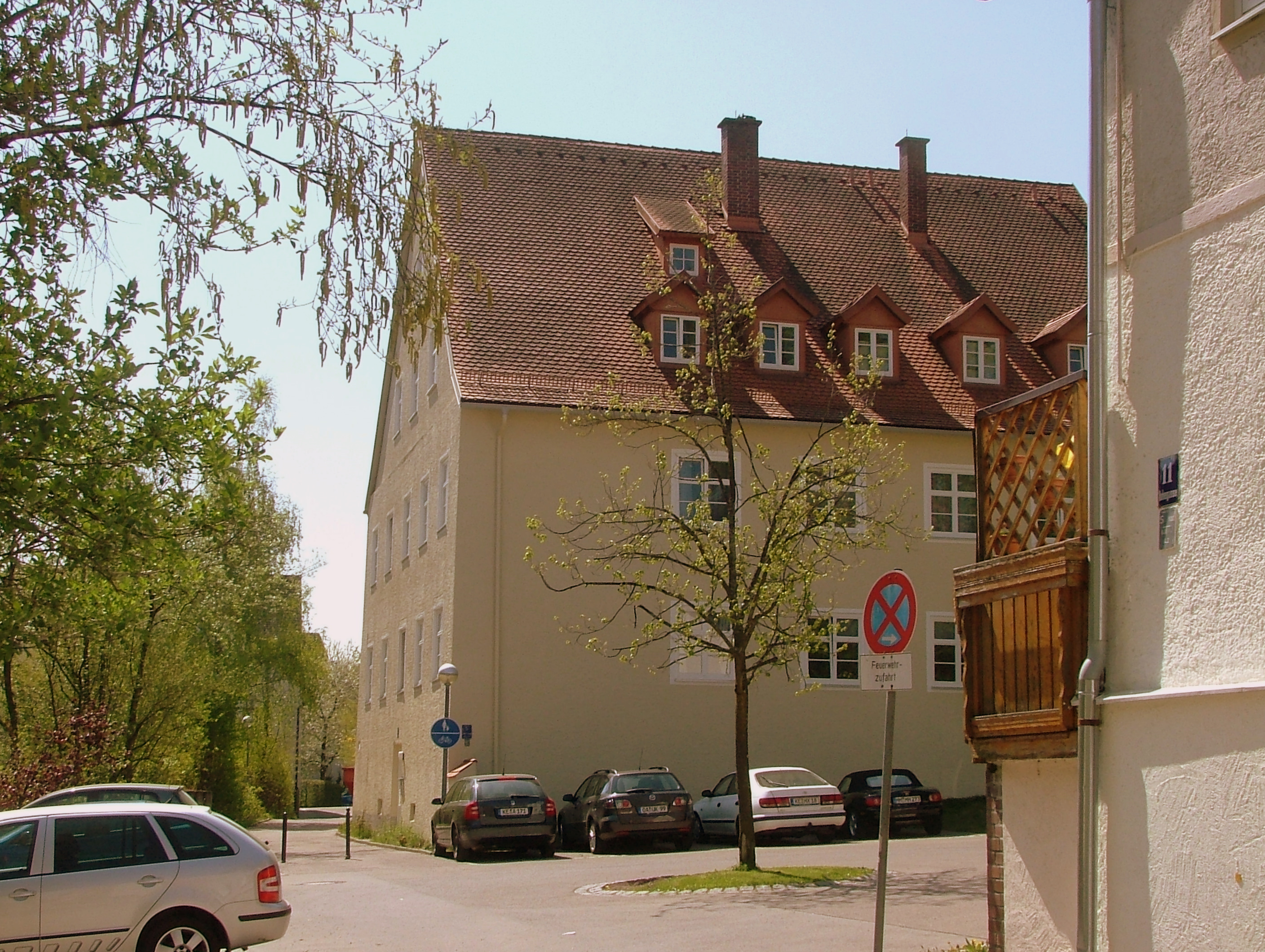
Das ehemalige Lazarett, zugleich auch der erste Sitz der stiftkemptischen Landstände

Das Lazarett ist ein denkmalgeschütztes Gebäude in der kreisfreien Stadt Kempten (Allgäu). Es hat die Anschrift Hohe Gasse 5.
Das Gebäude diente als erster Sitz der stiftkemptischen Landstände vor dem späteren Landhaus an der Fürstäbtlichen Residenz. Es wurde im späten 17. Jahrhundert erbaut.
Das giebelseitige Bauwerk ist dreigeschossig. Im hohen Erdgeschoss sind zwei Tonnengewölbe. Die Treppe hat mindestens für das Jahr 1959 runde Holzbaluster. An der Flachdecke des Ganges im ersten Obergeschoss wechseln über Profilgesism stuckierte Kreise und Vierpässe. Sie entstanden um 1680 und dienen als Rahmen von stark beschädigten Fresken. Zwei davon sind unter Putz verdeckt, in den anderen sind jeweils Venus, Jupiter und Merkur mit den Planetzeichen zu erkennen. Der Kunsthistoriker und Denkmalpfleger Michael Petzet weist hierbei hin, dass diese Darstellungen „im stiftkemptischen Profanbau der Zeit einzigartig“ sein sollen.